# Udo Bartsch (Politiker)
Udo Bartsch (* 1942 in Waldenburg/Schlesien) ist ein deutscher Kulturwissenschaftler, ehemaliger Politiker (CDU) und Staatssekretär für Kultur in der letzten Regierung der DDR unter Lothar de Maizière.

## Leben
Bartsch wurde während des Zweiten Weltkriegs in Schlesien geboren, die Familie floh nach Kriegsende 1946 aufgrund von Vertreibungen nach Ost-Berlin. Nach dem Abitur wurde ihm aufgrund seiner konfessionellen Bindung ein Studienplatz verweigert. Bartsch absolvierte ein 13. Schuljahr in West-Berlin und unterzog sich einer Anerkennungsprüfung seines DDR-Abiturs, um an der Freien Universität Berlin studieren zu können. Mit dem Mauerbau im Jahr 1961 war ein Studium in West-Berlin allerdings nicht mehr möglich.
Bartsch unternahm mit Freunden mehrere Fluchtversuche, die jedoch scheiterten. Ein weiteres Fluchtvorhaben wurde im September 1961 an das Ministerium für Staatssicherheit verraten. Bartsch wurde verhaftet und in der Folge zu 18 Monaten Haft verurteilt. Nach seiner Entlassung im Jahr 1963 arbeitete er zunächst als Hilfsarbeiter in der Berliner Stadtbibliothek, später als Hilfsbibliothekar. Im Jahr 1971 begann er ein Fernstudium der Kultur- und Theaterwissenschaften an der Humboldt-Universität zu Berlin, das er 1980 mit einem Diplom und der Promotion zum Dr. phil. im Fach Ästhetik abschloss. In der Folge war er am Institut für Ästhetik und Kunstwissenschaften der Akademie der Wissenschaften tätig.
Nach dem Fall der Mauer im November 1989 wurde Bartsch zum kulturpolitischen Sprecher der Ost-CDU ernannt. Am 2. Mai 1990 berief in Ministerpräsident Lothar de Maizière zum Staatssekretär ins Ministerium für Kultur. In dieser Funktion leitete er die Verhandlungen zum Einigungsvertrag für den Bereich Kultur und Kunst. Im Jahr 1991 übernahm Bartsch die Leitung der „Gemeinsamen Einrichtung der Länder für Kultur“ des Bundesinnenministeriums, die für die Umsetzung der Programme des Bundes zum Erhalt der kulturellen Substanz in den neuen Bundesländern und die Mithilfe beim Aufbau der Kulturhoheit der Länder zuständig war.
Nach Auflösung der Einrichtung war er ab 1993 Repräsentant und Landesbeauftragter der Konrad-Adenauer-Stiftung in Chile. Nach seiner Rückkehr nach Deutschland arbeitete er zwischen 1995 und 2008 in verschiedenen Funktionen im Bundesministerium des Innern, darunter als Leiter der Arbeitsgruppe für die humanitäre Hilfe der Bundesrepublik in den Nachfolgestaaten der ehemaligen Sowjetunion, als Leiter der Dependance Berlin der Bundesakademie für öffentliche Verwaltung und als Direktor für Fortbildung im internationalen Bereich. Im Jahr 2009 ging Bartsch in den Ruhestand.

## Veröffentlichungen
- Unterhaltungskunst A bis Z. Henschel, Berlin 1975
- Kunst und Funktion, Kunst in Funktion: Überlegungen zur Bildung politischer Wertbeziehungen in der künstlerischen Aneignung durch die Arbeiterklasse, ein Beitrag zur Kunstästhetik als Gesellschaftswissenschaft. Dissertation an der Humboldt-Universität zu Berlin, 1981
- Kein Weg nach Arkadien. Verordnetes Leben im Sozialismus, verlorene Illusionen im geeinten Deutschland. Osteuropazentrum Verlag, Berlin 2019, ISBN 978-3-89998-313-5